# Трансформеры (мультфильм, 1986)
«Трансформеры» (англ. Transformers: The Movie) — американско-японский мультипликационный фильм, созданный Hasbro и Toei Animation в 1986 году. Является прямым продолжением мультсериала 1984—1985 годов. Сюжетная линия получает развитие в 3 сезоне.
Заглавный трек — песня «Transformers» в исполнении группы «Lion». Но хитом стал «The Touch» Стэна Буша.
Фильм оказался последним в карьере Орсона Уэллса и Скэтмэна Крозерса.

## Сюжет
В космосе появилась новая угроза — огромный трансформер Юникрон, пожирающий целые планеты. Очередной его жертвой стала планета Литон, и лишь нескольким жителям удалось спастись на кораблях.
2005 год. С момента прибытия трансформеров на Землю прошёл 21 год, но война между автоботами и десептиконами продолжается. Десептиконы, как и прежде, владеют Кибертроном, но автоботы закрепились на двух его спутниках, где готовят контрнаступление. Оптимус Прайм отправляет Айронхайда и ещё нескольких бойцов на Землю, в город автоботов, за энергоном. Сразу после их отлёта подслушавший «кассетник» Лазербик возвращается на Кибертрон и докладывает обо всем Мегатрону. Отряд десептиконов во главе с самим Мегатроном перехватывает шаттл автоботов, чтобы проникнуть в город, миновав системы раннего обнаружения; в стычке погибает весь экипаж, в том числе Рэтчет.
На Земле Хот Род и Дэнни Уитвики увидели приближающийся шаттл. Хот Род замечает на борту десептиконов и открывает по ним огонь, вынуждая Мегатрона перейти в наступление раньше времени.
Командующий гарнизона Ультра Магнус приказывает Спрингеру и Арси активировать оборонительную систему. На них нападает Старскрим, но ему не удалось прорваться. Получив сигнал SOS, Оптимус Прайм вылетел на Землю с отрядом диноботов и несколькими автоботами.
Под утро с помощью Разрушителя оборона автоботов была прорвана, но в самый последний момент к ним подоспело подкрепление. Пока Диноботы разбирались с Разрушителем, Оптимус Прайм отправился сражаться с Мегатроном. Лидеры сошлись в поединке, в результате которого оба получили тяжёлые повреждения. Старскрим, злорадствуя, скомандовал отступление; уцелевшие десептиконы спешно погрузились на Астротрейн и улетели.
Оптимус Прайм вскоре умер от ран, перед смертью передав Матрицу лидерства Ультра Магнусу, как наиболее достойному и сказав, что Матрица откроется, чтобы осветить самый чёрный день автоботов. Это увидел Юникрон.
Тем временем Астротрейн заявил, что перегружен, и потребовал облегчить вес. Конструктиконы предложили выбросить раненых десептиконов, чем не преминул воспользоваться Старскрим, вытолкнув в космос ещё живого Мегатрона.
Мегатрона, Скайворпа, Тандеркрэкера и инсектиконов притянуло к Юникрону. Он предложил Мегатрону сделку, которую тот был вынужден принять перед лицом неизбежной смерти: новое тело и войско в обмен на уничтожение Матрицы автоботов. Юникрон превратил Мегатрона в Гальватрона, а других десептиконов — в Скурджа, Циклона и Свипов, которые стали его гвардией. На новом корабле, Гальватрон немедленно отправился на Кибертрон, где как раз шла коронация Старскрима. Едва только новоиспечённый лидер десептиконов собрался произнести тронную речь, Гальватрон выстрелом в упор убил предателя, тем самым восстановив свою власть.
Между тем Юникрон поглощает первый спутник Кибертрона. Джаз и Клиффджампер пытаются улететь, но их засасывает. Это происходит на глазах Спайка и Бамблби, которые передают сигнал бедствия на Землю. Когда Юникрон уничтожает второй спутник, они активируют систему самоуничтожения в надежде подорвать чудовище изнутри, но взрыв не причиняет ему вреда. Гальватрон пытается протестовать, заявив, что все луны Кибертрона принадлежат ему, но под действием мощного излучения вынужден смириться. Юникрон приказывает ему лететь за Матрицей на Землю.
На Земле получили сигнал бедствия, после чего Ультра Магнус скомандовал возвращаться на опорную базу. Автоботам удалось стартовать, но Гальватрон догнал их в космосе. Циклон сбил один из шаттлов, в котором находились Хот Род, Кап и диноботы, и его обломки упали на планету Квинтесса. Однако Ультра Магнус на втором шаттле сумел уйти, пожертвовав частью корабля. Гальватрон уверен, что уничтожил его вместе с Матрицей, но вскоре узнаёт от Юникрона, что это не так.
Ультра Магнус понимает, что с такими повреждениями они до Кибертрона не доберутся, и решает отремонтировать судно на планете Джанк. Туда же Юникрон отправляет Гальватрона. Кап и Хот Род ищут Диноботов, но натыкаются на неизвестных роботов, те нападают на них и отводят на свою базу. Там они оказываются свидетелями суда, где приговорённые сбрасываются в яму и разрываются шарктиконами на куски. Пленников запирают в камеру вместе с Краниксом, последним выжившим с Литона. Перед казнью он успел рассказать им о Юникроне.
На планете Джанк на Ультра Магнуса и автоботов напал Гальватрон. Ультра Магнус, отослав своих товарищей в укрытие, попытался открыть Матрицу, но не смог. Тем не менее, он отказался отдавать артефакт, за что Свипы расстреляли его. Гальватрон забирает Матрицу, но, вместо того, чтобы отдать Юникрону, решает подчинить его себе. На Квинтессе Хот Рода и Капа приводят на суд и приговаривают к смерти. Однако они решили не сдаваться и вступили в бой. Когда их начали теснить, появились Диноботы и «навели порядок», после чего Гримлок приказал шарктиконам атаковать квинтессонов. Избавившись от врагов, автоботы улетели на их корабле. На Джанке они восстановили Ультра Магнуса, и тот рассказал им, где Матрица.
Гальватрон угрожает Юникрону и пытается открыть Матрицу, но безуспешно. Юникрон, не обратив на него внимания, трансформируется в громадного робота и начинает крушить Кибертрон. Десептиконы бросаются отбивать атаку, однако ничего не могут поделать. Гальватрон в ярости стреляет в упор, Юникрон проглатывает его.
Пока джанкионы и Диноботы отвлекали, автоботам удалось проникнуть внутрь Юникрона, выбив ему глаз. На Дэнни, Арси, Спринтера и Капа напала защитная система, Хот Род проник глубже и встретил там Гальватрона с Матрицей. В конце концов ему удаётся вырвать артефакт, который испускает ослепительное сияние, превращая Хот Рода в Родимуса Прайма. Он выбрасывает Гальватрона в космос и открывает Матрицу. Юникрон начинает разваливаться, и автоботы бегут с него.
На Кибертроне Родимус объявляет об окончании войны и начале эпохи мира и процветания. На орбите планеты же осталась летать голова Юникрона.

## В ролях
| Актёр            | Роль                               |
| ---------------- | ---------------------------------- |
| Питер Каллен     | Оптимус Прайм, Айронхайд           |
| Джадд Нельсон    | Хот Род / Родимус Прайм            |
| Роберт Стэк      | Ультра Магнус                      |
| Фрэнк Уэлкер     | Мегатрон, Саундвейв, Френзи, Рамбл |
| Орсон Уэллс      | Юникрон                            |
| Леонард Нимой    | Гальватрон                         |
| Крис Латта       | Старскрим                          |
| Кори Бёртон      | Шоквейв, Броун, Спайк Уитвики      |
| Эд Гилберт       | Блицвинг                           |
| Джек Эйнджел     | Рэмджет, Астротрейн                |
| Роджер С. Кармел | Циклон, лидер квинтессонов         |
| Скэтмэн Крозерс  | Джаз                               |
| Кейси Кейсем     | Клиффджампер                       |
| Дэн Гилвзан      | Бамблби                            |
| Грегг Бергер     | Гримлок                            |
| Клайв Ревилл     | Кикбэк                             |
| Эрик Айдл        | Рек-Гар                            |
| Сьюзен Блу       | Арси                               |
| Лайонел Стэндер  | Кап                                |
| Дэвид Менденхолл | Дэниел Уитвики                     |
| Дон Мессик       | Падальщик                          |

## Музыка
| №   | Название                          | Автор(ы)            | Длительность |
| --- | --------------------------------- | ------------------- | ------------ |
| 1.  | «The Touch»                       | Стэн Буш            | 3:54         |
| 2.  | «Instruments of Destruction»      | N.R.G.              | 3:20         |
| 3.  | «Death of Optimus Prime»          | Винс Дикола         | 2:56         |
| 4.  | «Dare»                            | Стэн Буш            | 4:00         |
| 5.  | «Nothin's Gonna Stand in Our Way» | Spectre General     | 3:35         |
| 6.  | «The Transformers (Theme)»        | Lion                | 3:33         |
| 7.  | «Escape»                          | Винс Дикола         | 4:44         |
| 8.  | «Hunger»                          | Spectre General     | 3:43         |
| 9.  | «Autobot/Decepticon Battle»       | Винс Дикола         | 4:16         |
| 10. | «Dare to be Stupid»               | Странный Эл Янкович | 3:23         |

Саундтрек впервые вышел в 1986 году на грампластинках, кассетах и компакт-дисках. В него попали всего 10 композиций.
В 2007 году появилось расширенное издание к 20 летнему юбилею фильма, а в 2014 году обычное на грампластинке. В 2015 году Legacy Recordings выпустила коллекционные LP, посвящённые 30-летию Transformers: The Movie, в стиле автоботов (красный) и десептиконов (фиолетовый).
Касательно хита «The Touch», Стэн Буш говорил, что никогда не слышал о Трансформерах, пока песня не была закончена. Он и Ленни Макалусо написали её под влиянием образов Сильвестра Сталлоне («Кобра») и Луиса Госсетта-младшего. В фильме «Железный орёл» Госсетт сказал молодому пилоту: «Kid, you’ve got the touch».
В итоге «The Touch» идеально подошёл для вселенной Трансформеров и оказался культовым для многих слушателей. Песня стала очень популярной в Европе, особенно в Германии. Трижды выходил сингл. Буш отыграл несколько туров, как на «разогреве», так и в качестве хедлайнера. Автор получал отзывы от фанатов, которые утверждали, что это изменило их жизнь и воодушевило в трудные времена. Для Буша сложился своего рода «Eye of the Tiger». Поэтому дальше он участвовал в создании саундтреков «Кровавый спорт» и «Кикбоксер».
В 1997 году вышел ремикс «The Touch», доступный на компиляции Til All Are One. В 2007 году Буш перезаписал песню по предложению студии Paramount Pictures, в связи с выходом боевика «Трансформеры». Но в фильм она так и не попала. Её вместе с ремиксом включили в игру 2012 года Transformers: Fall of Cybertron. Другую версию («The Sam’s Theme») не взяли в «Трансформеры: Месть падших». Майкл Бэй выбрал Linkin Park. Группа нравилась Бушу, тем не менее он считал их песни незапоминающимися в отличие от композиций 1980-х годов, которым часто подпевали. Несмотря на сложности с изданием, «The Touch» прозвучала в Guitar Hero World Tour как загружаемый контент.
По мнению исполнителя, «Это обоюдоострый меч. Я полагаю, надо благодарить, что есть то, чем ты известен. По крайней мере, это позитивная песня».

## Выпуск на видео

Юбилейное издание 2016 года

Фильм изначально вышел в США от «Family Home Entertainment» в 1987 году на VHS, Betamax и LaserDisc. Формат — полноэкранный 4:3 (1:33.1). Оригинальный звук — стерео 2.0.
Выпуск на DVD со звуком Dolby Digital 5.1 состоялся в 2000 году благодаря Rhino Entertainment. IGN поставил релизу 7 из 10 баллов, отметив ремастеринг (предыдущие версии были блёклыми, нечёткими, размытыми, с большой зернистостью), цветопередачу, актёрский состав и пятиканальное звучание. Минусами являлись отсутствие широкоформатного видео и затмевающий эффекты синтезаторный саундтрек, характерный для Винса Диколы, интервью с которым представлено в дополнениях.
В 2007 году Sony BMG Music Entertainment была издана специальная двухдисковая версия к 20 летию мультфильма, впервые продемонстрирована широкоэкранная версия 1.78:1 (16:9). Туда включены дополнительные материалы: трейлер,
удалённые и альтернативные сцены, раскадровки, комментарии режиссёра Нельсона Шина, сюжетного консультанта Флинта Дилла и актрисы Сьюзен Блу (голос Арси). Дилл рассказывал, что была поставлена задача ликвидировать большую часть существующей продукции, чтобы освободить место для новых персонажей, которые Hasbro планировала продать. В этом и заключалась цель «кровопролития».
13 сентября 2016 года появилась версия на двух Blu-ray в честь 30 летнего юбилея, изданная компанией Shout! Factory. Отличие от предыдущих заключалось в соотношении сторон 1:35.1 и 1:85.1, а также в звуке DTS-HD Master Audio 2.0 и 5.1. Плёнка была заново отсканирована и переведена в 4K, в дополнительных материалах есть краткий комментарий работника лаборатории «FotoKem» о том, что оригинальное сканирование велось с разрешением 5K. Также заметно улучшена детализация. Нестабильность изображения присутствует при наложении в эпизоде знакомства Хот Рода и Дэниела Уитвики и небольшом колебании на логотипе «DEG» в самом начале фильма.
27 сентября 2018 года фильм был показан в кинотеатрах США при содействии Fathom Events, Hasbro Studios и Shout! Factory.
В 2021 году Shout! Factory издала 4K Ultra HD Blu-ray (2160p, HDR10) в ознаменование 35 летия фильма. Ограниченным тиражом выпущен стилбук с четырьмя эксклюзивными карточками. Второй диск содержит все предыдущие дополнения (комментарии, короткометражные видео Til All Are One, «Смерть Оптимуса Прайма», «Трансформеры: вопросы и ответы», раскадровки, удалённые сцены, оригинальный трейлер и телевизионную рекламу), а также акустическое выступление Стэна Буша 2016 года.

## Критика
Фильм удостоился противоречивых отзывов критиков и зрителей, так как очень отличался от сериала. Metacritic дал только 43 балла из 100 возможных при 9 обзорах. На Rotten Tomatoes рейтинг составляет 62 % на основе 26 рецензий. Полнометражная версия вышла более мрачной и серьёзной, в результате чего получила рейтинг PG.
Карин Джеймс из The New York Times отмечала, что жестокость, показанная в мультфильме, и убийства нескольких главных персонажей плохо сочетаются с сюжетом, который будет интересен только маленьким детям. По её мнению, Трансформеры представляют собой сочетание коммерции и детского воображения. Взрослым может показаться злой шуткой, что в последней роли мистер Уэллс изобразил целую планету. Сайт Empire оценил на три звезды из пяти и назвал мультфильм «краеугольным камнем поколения X», китчем, очаровательным и бесполезным весельем. Учитывая дешёвую анимацию, в экшне и поп-саундтреке («You’ve got the touch!») есть что-то привлекательное. По мнению рецензента, любой детский фильм, достаточно смелый, чтобы убить главного героя в первой трети, заслуживает аплодисментов. В итоге у «Трансформеров» культовый статус, но запутанный сюжет. Time Out считает, что спин-офф «Трансформеров» — полнометражная «королевская битва» погружает зрителей в самую гущу событий, но если им незнаком телесериал, то первые полчаса превращаются в сбивающий с толку шквал незнакомых персонажей, а сюжет разворачивается на фоне непрекращающихся перестрелок и взрывов.
В обзоре The A.V. Club подчёркивается, что ностальгия часто не имеет ничего общего с качеством, и это хорошо объясняет, почему детский фильм 1986 года интересен, невзирая на его малую художественную ценность. Он был захватывающим, стал культовым и отразился в поп-культуре, хотя долгое время не переиздавался. Саундтрек вызвал неприятие, но песню «Touch» Марк Уолберг перепел в фильме «Ночи в стиле буги». Решающим фактором, привлекающим аудиторию, является фетишизация металла, этим «Трансформеры» больше обязаны аниме (в создании принимали участие аниматоры Mobile Suit Zeta Gundam) и Дэвиду Кроненбергу, чем другим мультфильмам. Убить самого любимого персонажа, Оптимуса Прайма, в первой половине сюжета — странный ход по любым меркам. Но как редкость 1980-х годов с голосом Уэллса, этот вульгарный и низкобюджетный фильм обладает своим очарованием.
Film Threat перечислил следующие критические ошибки, которые с самого начала обрекли проект на гибель: отбор актёров, убийство Оптимуса Прайма и Мегатрона, отказ студии улучшить анимацию для кинотеатров и расход средств на некачественную музыку 1980-х годов. Визитной карточкой должна была стать песня «Dare to Be Stupid» Странного Эла Янковича. В последующие десятилетия компании работали по формуле: «Важнее снять фильм, чем сделать его хорошим».
Сборы составили всего 5,8 миллионов долларов. «Трансформеры» не получили успеха в прокате, только подведя к очередному сезону мультсериала: у автоботов появился новый лидер Родимус Прайм, а Мегатрон превратился в Гальватрона. Большая часть драматизма оказалась продиктована коммерческими соображениями — персонажи были основаны на игрушках компании Hasbro, и большинство героев погибло лишь потому, что их модели перестали выпускать, заменив на новые. Den of Geek назвал это «Великой игрушечной бойней 1986».
Позже негативная реакция сменилась на положительную, и фильм стал культовой классикой среди фанатов трансформеров и любителей западной анимации 1980-х годов. Журнал Paste дал ему 2 место в рейтинге фильмов о Трансформерах.
В статье 2007 года журнал Slate обратил внимание, что Орсон Уэллс не так представлял свой конец. Согласно хронологии в книге Питера Богдановича, 5 октября 1985 года Уэллс провёл день на съёмках «Трансформеров», озвучивая Юникрона, а 10 октября он умер. Его последней работой стал анимационный фильм, основанный на линии игрушечных роботов. Но было бы ошибкой смешивать «Трансформеров» с другими прискорбными шагами Уэллса на закате карьеры. Хотя мультфильм демонстрировался в более скромных масштабах по сравнению с современным блокбастером Майкла Бэя, оригинальные «Трансформеры» получились лучше. Для многих американцев, которым в 1986 году исполнилось 9 лет, это оказалось столь же шокирующим, сколько «Война миров» для их старших родственников. Те, кто учился в третьем классе и спешил в кинотеатры, предполагали, что увидят на большом экране улучшенную версию мультсериала. И только в самых страшных кошмарах они могли вообразить, что всего через 20 минут после начала фильма Оптимус Прайм будет убит Мегатроном. Число погибших было ошеломляющим, включая Старскрима. Создатели искренне сожалели об этом. Но стремление Hasbro к получению прибыли привело к непредвиденным последствиям — история усложнилась, по стечению обстоятельств преемником Прайма оказался автобот, о котором никто не думал.
В 2018 году The Hollywood Reporter, в связи с выходом боевика «Бамблби», напомнил, что за 32 года мультфильм «Трансформеры» стал смотреться лучше, чем фильмы Майкла Бэя. Хотя сюжет в нём беспорядочный, странный, но последующим картинам не хватает сумасшествия и той безумной бравады, чего только стоит Гримлок с его цезиевой салями и «Моя не здоровяк, моя король!».
Рэнди Миллер из DVD Talk заметил, что многие в детстве видели «Transformers: The Movie» тысячу раз и были очарованы игрушечными фигурками. Даже если не принимать во внимание пафосные фразы, банальные однострочники, странных персонажей и запоминающийся саундтрек, учитывая обстоятельства, всё равно получится довольно твёрдая история добра и зла. Подобный опыт был ошеломляющим в возрасте 7 лет из-за смерти Оптимуса Прайма, когда детей и подростков эмоционально перевернуло от убийства их главного героя. Очевидно: в то время они не знали, что внезапное появление Хот Рода в качестве лидера лишь открывало новую линию игрушек. Как ни странно, творческая команда понятия не имела, что Оптимус был таким любимцем у школьников. Неожиданная смерть Прайма — не говоря уже о других — заставила малолетних зрителей во всём мире в ужасе отшатнуться от мультфильма, лишив его успеха в кинотеатрах. Это вынудило создателей немного смягчить дальнейшую историю, где Прайм всё-таки вернулся. Август 1986 года как пришёл, так и ушёл — к счастью, после 20 лет, вместо того, чтобы злиться на фильм за то, что он убил любимых друзей детства, большинство удивляются тому факту, что у него хватило смелости сделать это. По этой причине «Трансформеры» постепенно собрали целую армию фанатов, ностальгия делает своё дело. Независимо от того, насколько сильны розовые очки, в первые 30 минут происходит слишком много событий, чтобы сходу понять их. По мере развития сюжета, повествование становится запутанным, подводя к раздутому финалу. Так же, как и «Акира», только в меньшей степени.